# البحرين في الألعاب الأولمبية الصيفية 2008
تنافس البحرين في دورة الألعاب الاولمبية الصيفية لعام 2008 في بكين عاصمة الصين. أرسلت البلاد 15 متنافس في ألعاب القوى والسباحة والرماية. يشكل هذا أكبر وفد أولمبي بحريني حتى الآن. من بين ممثلي البلاد مريم جمال بطلة العالم في سباق 1500 متر. حملت رقية الغسرة علم البحرين في حفل افتتاح الألعاب. في ألعاب القوى حصل رشيد رمزي على الميدالية الذهبية في سباق 1500 متر وهي أول ميدالية أولمبية ذهبية للبحرين ولكنه جرد منها في وقت لاحق بسبب مخالفة تتعلق بالمنشطات.

## ألعاب القوى

### الرجال
| الرياضي         | المسابقة       | التصفيات | التصفيات | النصف النهائي | النصف النهائي | النهائي  | النهائي   |
| الرياضي         | المسابقة       | النتيجة  | الترتيب  | النتيجة       | الترتيب       | النتيجة  | الترتيب   |
| --------------- | -------------- | -------- | -------- | ------------- | ------------- | -------- | --------- |
| بلال منصور علي  | 800 متر        | 1:45.95  | 5 تأهل   | 1:46.37       | 5             | لم يتأهل | لم يتأهل  |
| بلال منصور علي  | 1500 متر       | 3:36.84  | 6 تأهل   | 3:37.60       | 5 تأهل        | 3:35.23  | 7         |
| يوسف سد كامل    | 800 متر        | 1:46.94  | 2 تأهل   | 1:44.95       | 3 تأهل        | 1:44.95  | 5         |
| آدم خميس        | 5000 متر       | 13:44.76 | 9        | —             | —             | لم يتأهل | لم يتأهل  |
| حسن محبوب       | 5000 متر       | لم يبدأ  | لم يبدأ  | —             | —             | لم يتأهل | لم يتأهل  |
| حسن محبوب       | 10000 متر      | —        | —        | —             | —             | 27:55.14 | 18        |
| رشيد رمزي       | 1500 متر       | 3:32.89  | 1 تأهل   | 3:37.11       | 1 تأهل        | 3:32.94  | لم يتأهل* |
| رشيد رمزي       | 5000 متر       | لم يبدأ  | لم يبدأ  | —             | —             | لم يتأهل | لم يتأهل  |
| المصطفى رياض    | الماراثون      | —        | —        | —             | —             | لم ينهي  | لم ينهي   |
| ناصر صقر سعيد   | الماراثون      | —        | —        | —             | —             | 2:20:24  | 37        |
| طارق مبارك طاهر | 3000 متر موانع | 8:23.66  | 4 تأهل   | —             | —             | 8:21.59  | 11        |
| عبد الحق زكريا  | الماراثون      | —        | —        | —             | —             | لم ينهي  | لم ينهي   |

* منح رشيد رمزي في الأصل الميدالية الذهبية في سباق جري 1500 متر (أول ميدالية ذهبية أولمبية للبحرين) ولكن تم تجريده في وقت لاحق بسبب مخالفة تتعلق بالمنشطات.

### السيدات
| الرياضي        | المسابقة  | التصفيات | التصفيات | الربع النهائي | الربع النهائي | النصف النهائي | النصف النهائي | النهائي  | النهائي  |
| الرياضي        | المسابقة  | النتيجة  | الترتيب  | النتيجة       | الترتيب       | النتيجة       | الترتيب       | النتيجة  | الترتيب  |
| -------------- | --------- | -------- | -------- | ------------- | ------------- | ------------- | ------------- | -------- | -------- |
| رقية الغسرة    | 200 متر   | 22.81    | 1 تأهلت  | 22.76         | 1 تأهلت       | 22.72         | 6             | لم تتأهل | لم تتأهل |
| نادية إيجافيني | الماراثون | —        | —        | —             | —             | —             | —             | لم تبدأ  | لم تبدأ  |
| مريم جمال      | 1500 متر  | 4:05.14  | 1 تأهلت  | —             | —             | —             | —             | 4:02.71  | 5        |

## الرماية

### الرجال
سلمان زمان المتاسبق الوحيد الذي مثل البحرين في لعبة الرماية.
| الرياضي    | المسابقة            | التصفيات | التصفيات | النهائي  | النهائي  |
| الرياضي    | المسابقة            | النقاط   | الترتيب  | النقاط   | الترتيب  |
| ---------- | ------------------- | -------- | -------- | -------- | -------- |
| سلمان زمان | 50 متر بندقية معرضة | 588      | 37       | لم يتأهل | لم يتأهل |

## السباحة

### الرجال
| الرياضي  | المسابقة         | التصفيات | التصفيات | النصف النهائي | النصف النهائي | النهائي  | النهائي  |
| الرياضي  | المسابقة         | الوقت    | الترتيب  | الوقت         | الترتيب       | الوقت    | الترتيب  |
| -------- | ---------------- | -------- | -------- | ------------- | ------------- | -------- | -------- |
| عمر جاسم | 50 متر سباحة حرة | 24.65    | 64       | لم يتأهل      | لم يتأهل      | لم يتأهل | لم يتأهل |

### السيدات
| الرياضية      | اللعبة           | التصفيات | التصفيات | النصف النهائي | النصف النهائي | النهائي  | النهائي  |
| الرياضية      | اللعبة           | الوقت    | الترتيب  | الوقت         | الترتيب       | الوقت    | الترتيب  |
| ------------- | ---------------- | -------- | -------- | ------------- | ------------- | -------- | -------- |
| سميرة البيطار | 50 متر سباحة حرة | 30.32    | 74       | لم تتأهل      | لم تتأهل      | لم تتأهل | لم تتأهل |